# Omphalucha katangae
Omphalucha katangae är en fjärilsart som beskrevs av Louis Beethoven Prout 1934. Omphalucha katangae ingår i släktet Omphalucha och familjen mätare. Inga underarter finns listade i Catalogue of Life.